# Henri Tharreau
Pour les articles homonymes, voir Tharreau.
Le baron Henri Tharreau est un administrateur français né le 21 août 1826 à Nantes et mort le 14 août 1909 au château des Grésillières (Basse-Goulaine).

## Biographie
Petit-fils de Pierre-Jean-François Tharreau, Henry Félix Tharreau est le fils de l'avocat Pierre-André Tharreau des Germonnières, sous-préfet de Loudun, conseiller de préfecture de la Loire-Inférieure, et de Marie Eulalie Bourgault du Coudray. Il épouse Mlle Besquent, fille d'un maître de forges du Morbihan.
Il suit des études de droit, avant de rentrer dans l'Administration.
Secrétaire du président du Corps législatif, qui est alors son oncle Adolphe Billault, du 12 mars 1852 au 20 juillet 1854, il est nommé sous-préfet de Ruffec (1854), durant l'épidémie de choléra, son action lui valant la Légion d'honneur. Par la suite sous-préfet d'Ancenis (1856), il est nommé à Cholet (1857-1860), dont il est le premier sous-préfet et est ainsi chargé d'en organiser les services de sous-préfecture.
Après avoir été nommé à la sous-préfecture de Sedan (1860), il passe préfet de la Haute-Saône (1863), de l’Ariège (1865), de la Creuse (1865), des Pyrénées-Orientales (1868) et du Puy-de-Dôme (1870).

## Décorations
- Officier de la Légion d'honneur (1868)[1]

## Sources
- Georges Bonnefoy, Le Baron Tharreau, préfet du Puy-de-Dôme, février-septembre 1870, 1895
- Georges Bonnefoy, Histoire de l'administration civile dans la province d'Auvergne et le département du Puy-de-Dôme, 1895
- Céline Lambert, Les préfets de Maine-et-Loire, Presses universitaires de Rennes, 2015